# Conisania pomerana
Conisania pomerana är en fjärilsart som beskrevs av Schulz. 1869. Conisania pomerana ingår i släktet Conisania och familjen nattflyn. Inga underarter finns listade i Catalogue of Life.